# Diadocis longimacula
Diadocis longimacula là một loài bướm đêm trong họ Noctuidae.